# Hoyocasero
Hoyocasero ist ein Ort und eine zentralspanische Berggemeinde (municipio) mit nur noch 311 Einwohnern (Stand: 2024) in der Provinz Ávila in der Autonomen Region Kastilien-León.

## Lage und Klima
Der ca. 1350 m hoch gelegene Bergort Hoyocasero liegt im Nordosten des über 2000 m hohen Gebirgszugs der Sierra de Gredos gut 2 km nördlich des Tals des Río Alberche; die Provinzhauptstadt Ávila liegt gut 58 km nordöstlich. Das Klima im Winter ist kühl, im Sommer dagegen gemäßigt bis warm; die geringen Niederschlagsmengen (ca. 550 mm/Jahr) fallen – mit Ausnahme der nahezu regenlosen Sommermonate – verteilt übers ganze Jahr.

## Bevölkerungsentwicklung
| Jahr      | 1857 | 1900 | 1950  | 2000 | 2019 |
| Einwohner | 749  | 868  | 1.058 | 366  | 293  |

Aufgrund der Mechanisierung der Landwirtschaft, der Aufgabe bäuerlicher Kleinbetriebe und dem damit einhergehenden Verlust an Arbeitsplätzen ist die Einwohnerzahl der Gemeinde seit den 1950er Jahren deutlich rückläufig.

## Wirtschaft
Das wirtschaftliche Leben der Gemeinde ist in hohem Maße agrarisch orientiert – früher wurde Getreide zur Selbstversorgung ausgesät; Gemüse stammte aus den Hausgärten und auch Viehzucht wurde betrieben. Seit den letzten Jahrzehnten des 20. Jahrhunderts spielt der ländliche Tourismus (turismo rural) eine immer bedeutsamer werdenden Rolle im Wirtschaftsleben der Gemeinde.

## Geschichte
Obwohl der Ort zum ehemaligen Siedlungsgebiet der Vettonen gehörte, wurden bislang weder keltische, römische, westgotische noch maurische Funde entdeckt. Man muss daher annehmen, dass das hochgelegene Gebiet jahrhundertelang nur als Sommerweide diente und erst nach der Rückeroberung (reconquista) Ávilas im 11. Jahrhundert allmählich besiedelt wurde. Die erste Erwähnung des Ortsnamens Oyó-quesero stammt aus einem maurischen Quelle des Jahres 1090. Im weiteren Verlauf des Mittelalters und der frühen Neuzeit bis zum Jahr 1795 gehörte das Gebiet der Abtei von Burgohondo.

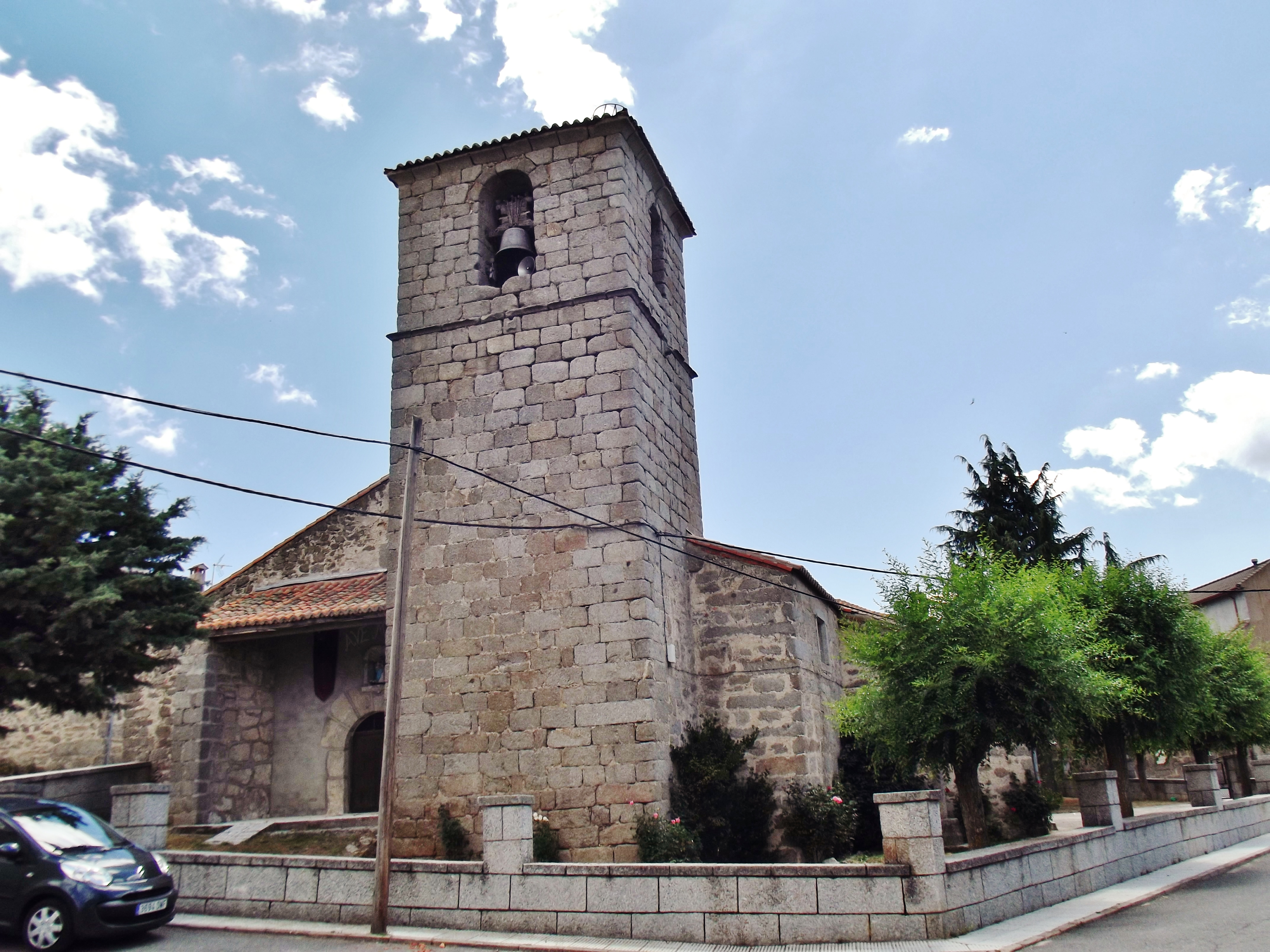
Hoyocasero – Iglesia de San Juan Bautista

## Sehenswürdigkeiten
- Rund um den Dorfplatz (Plaza Mayor) stehen eingeschossige alte und mehrgeschossige neue Häuser.
- Die Iglesia de San Juan Bautista ist ein Bau des 16. Jahrhunderts; der aus exakt behauenen Steinen errichtete Glockenturm (campanero) scheint etwas später angebaut worden zu sein. Zwei durch Vorbauten geschützte Eingänge befinden sich im Westen und auf der Südseite. Das durch zwei Arkaden unterteilte Kirchenschiff wird von einem hölzernen Dachstuhl überspannt; Chor und Apsis haben eine Artesonado-Decke. Die Kirche bewahrt einen romanischen Taufstein aus der Vorgängerkirche.[4]

Umgebung
- Etwa 3 km südlich des Ortes quert eine mittelalterliche, zur Mitte hin angespitzte Steinbrücke den Río Alberche.[5]
- Unweit davon erstreckt sich ein großer Nadelwald (Pinar de Hoyocasero).[6]